# Straż Obywatelska (1914–1915)
Straże obywatelskie – ochotnicze formacje policyjne o charakterze paramilitarnym tworzone w początkowym okresie I wojny światowej (1914–1915) w miejscowościach, powiatach i guberniach Królestwa Polskiego w sytuacji wycofywania się wojsk rosyjskich dla zachowania bezpieczeństwa i porządku. Powiązane były z Komitetami Obywatelskimi i politycznie z siłami konserwatywno-prawicowymi.

## Powstanie i działalność

### W Zagłębiu Dąbrowskim
Na terenie Zagłębia Dąbrowskiego powstała 27 lub 30 lipca 1914 po wycofaniu się wojsk rosyjskich paramilitarna organizacja porządkowa pod nazwą Straż Obywatelska w Dąbrowie Górniczej, oparta na okręgowych strukturach „Sokoła” i kierowana przez ich komendanta Kazimierza Srokowskiego (od 1896 sekretarza Rady Zjazdu Przemysłowców Górniczych Królestwa Polskiego, członka Ligi Narodowej i Stronnictwa Narodowo-Demokratycznego, przeciwnika naboru do Legionów Polskich), która rozszerzyła następnie działalność na inne miasta regionu. Srokowski działał na podstawie dyrektyw Zarządu Związku Sokolego, a Straż stanowiła ramię wykonawcze Komitetu Obywatelskiego, który wystąpił jako organ samorządu wobec wkraczających wojsk niemieckich.

### W Łodzi
Pod wpływem krótkotrwałej ewakuacji carskiej policji i administracji 10 sierpnia 1914 powstał w mieście samorzutnie Centralny Komitet Milicji Obywatelskiej. Przewodniczącym 23-osobowego CKMO został inż. Tadeusz Sułowski, dyrektor firmy Siemens na Królestwo Polskie, jego zastępcą przemysłowiec Robert Geyer, a komendantem MO z ramienia zarządzającego miastem Głównego Komitetu Obywatelskiego inny fabrykant, Leon Grohman. W szeregi formacji zapisywali się według wspomnień Mieczysława Hertza mieszkańcy „bez różnicy wieku, stanowiska, wyznania i narodowości”. CKMO odrzucił jednak 13 sierpnia złożony przez socjalistów i związkowców postulat wprowadzenia robotników do składu MO i powierzenia związkom zawodowym zadań porządkowych w dzielnicach robotniczych, a później także pomysł dostosowania składu etnicznego MO do proporcji ludnościowych w mieście ze strony rabina polowego armii niemieckiej Arthura Loewiego. Mimo działalności MO powstawały powszechnie wobec braku poczucia bezpieczeństwa lokatorskie milicje podwórzowe.
Formacja tłumiła bunty w więzieniach, ochraniała przedsiębiorstwa miejskie i opieczętowywała porzucone przez właścicieli fabryki. Po powrocie administracji carskiej Milicja przekazała 30/31 sierpnia swoje uprawnienia, ale została zreorganizowana po ponownej ucieczce Rosjan 28 września.
Po wkroczeniu do Łodzi 8 października 1914 wojska niemieckie zażądały od Milicji Obywatelskiej utrzymywania porządku i kontroli nastrojów w mieście pod groźbą przeprowadzenia krwawego odwetu na wzór Kalisza i Częstochowy (MO sama użyła tego argumentu we własnej odezwie z 19 sierpnia). Komisarz łódzkiego okręgu Polskiej Organizacji Narodowej stwierdził negatywne nastawienie MO z Grohmanem do współpracy z ruchem niepodległościowym przy jednoczesnym wykazywaniu przez MO służalczości wobec Niemców (połączonej z donosami na poczynania PON) i nastrojów rusofilskich. Według innej relacji członkowie MO zrywali odezwy ruchu strzeleckiego jeszcze w sierpniu 1914.
W październiku 1914 z ramienia CKMO utworzono umundurowaną Straż Miejską w sile 200–300 opłacanych funkcjonariuszy służących na obrzeżach miasta, zredukowaną w styczniu 1915 do stanu 100 ludzi. W styczniu 1915 CKMO ustalił limit funkcjonariuszy pochodzenia żydowskiego na 33%.
Do 11 czerwca 1915 działała Milicja Obyczajności Publicznej, która wprowadziła nakaz rejestracji pracownic seksualnych i zajmowała się kontrolą ich stanu zdrowotnego.
Łódzka Milicja Obywatelska została rozwiązana 26 czerwca 1915 przez niemieckiego prezydenta policji Matthiasa von Oppena na tle zatargów pomiędzy formacjami i dążenia do podporządkowania MO przez Cesarsko-Niemieckie Prezydium Policji.

### W Warszawie
W Warszawie adwokat Stanisław Popowski prowadził pod koniec lipca 1914 rozmowy w sprawie utworzenia „honorowej służby bezpieczeństwa” z gubernatorem gen. Jakowem Żylińskim, powołując się na przewidywane przejściowe wycofanie się wojsk rosyjskich z miasta. Żyliński zgodził się jednak tylko na powołanie Komitetu Obywatelskiego i prace kontynuowane były potajemnie. Inicjatywa powstawała na przecięciu środowiska prawniczego ze strukturami „Sokoła”, którym przewodniczył Popowski. W pierwszym spotkaniu organizacyjnym Straży Obywatelskiej w Warszawie wzięli udział obok Popowskiego prezes Koła Prawników Polskich Leon Supiński i Stanisław Patek (twórca Koła Obrońców Politycznych) wraz ze Stanisławem Osieckim, Klemensem Starzyńskim, Emilem Rauerem, Zygmuntem Chmielewskim, Karolem Noskiewiczem, Kazimierzem Pawłowiczem, Piotrem Hozerem i Ignacym Radziszewskim. Do grona twórców Straży należeli także Władysław Chromiński, R. Załęski i L. Szczepkowski. Organizatorzy zaczęli występować jawnie w okresie zbliżania się wojsk niemieckich do Warszawy w październiku 1914, ale po zmianie sytuacji na froncie zmuszeni byli powrócić do konspiracji. Ostatecznie władze rosyjskie zezwoliły na uruchomienie Straży na krótko przed opuszczeniem miasta pod wpływem klęsk na froncie w końcu lipca 1915. Ujawniła się wówczas struktura licząca 2 tys. członków pełniących bezpłatną służbę honorową (bez mundurów i broni) i 27 okręgów na terenie stolicy. Do jej organów należało biuro przyboczne, kancelaria główna, kasa główna oraz wydziały wywiadowczo-kryminalny, spraw zewnętrznych, korespondencji, archiwum, intendentury, kobiecej straży obyczajowej i rezerwy. Legalną podstawą działalności była odezwa Komitetu Obywatelskiego. W nocy 4/5 sierpnia 1915 kierowana przez komendanta Popowskiego i jego zastępcę Pawłowicza Straż zajęła rosyjskie urzędy i posterunki uprzedzając wkroczenie wojsk niemieckich.
Opór magistratu Warszawy nie dopuścił do likwidacji Straży przez władze niemieckie, ale rozpoczęcie działalności przez policję niemiecką 9 sierpnia 1915 zepchnęło ją do roli pomocniczej.
1 września 1915, po miesiącu działalności Straży Obywatelskiej w Warszawie, przedstawiciele prasy żydowskiej złożyli na ręce ks. Zdzisława Lubomirskiego, prezesa Komitetu Obywatelskiego miasta stołecznego Warszawy, memoriał w sprawie braku reprezentacji społeczności żydowskiej w Straży i popełnianych przez Straż nadużyć na tle antysemickim (w tym pobić, wymuszeń i bezpodstawnych aresztowań), zilustrowanych 35 przykładami. Pogrzeb zabitego na posterunku żydowskiego członka Straży Bernarda Wiernego miał według wspomnień jednego z weteranów Straży przyczynić się później do zatarcia początkowego przeświadczenia o antysemityzmie formacji.
W drugiej połowie 1915 formacja osiągnęła liczebność 8 tys. członków.
Negocjacje podjęte przez Komitet Obywatelski z doradcą gubernatora Hansa Beselera Bogdanem Hutten-Czapskim doprowadziły do przekształcenia Straży Obywatelskiej – na mocy umowy prezesa KO Zdzisława Lubomirskiego z szefem policji niemieckiej Ernstem von Glasenappem – w sprofesjonalizowaną Milicję Miejską 1 lutego 1916. Jej naczelnikiem został w miejsce Popowskiego książę Franciszek Radziwiłł, który przeszedł z obozu rosyjskiego do środowiska aktywistów i był od początków sierpnia 1915 jednym z szesnastu urzędników do specjalnych poruczeń w Komendanturze Straży.

### W zaborze austriackim
Po wybuchu I wojny Miejska Straż Obywatelska powstała także we Lwowie w Galicji pod zaborem austriackim.